# BE：1
「BE:1」（ビーワン）は、BE:FIRSTの1作目のCDアルバム。2022年8月31日にB-MEから発売。

## 概要
2022年7月25日に収録内容が発表され、併せて、リード曲「Scream」の先行配信が開始された。同年8月29日に全曲の先行配信が行われ、同月31日にはBMSGとエイベックス・エンタテインメントの共同レコードレーベル「B-ME」からBMSG MUSIC SHOP限定盤（CD+2DVD盤）、CD+2DVD盤（ライブ映像収録）、CD+DVD盤（ミュージックビデオ収録）、CD初回生産限定盤の計4形態でリリース。
同年7月25日の20時には、公式YouTubeチャンネルにてリード曲「Scream」のミュージックビデオが公開された。振付はs**t kingzのKazukiが担当した。

## 解説
本作の本格的な制作は2022年の5月の終わり頃から行われた。そこからの新曲のレコーディング等のスパンは短かく完成した。アルバムのコンセプトは特にないがジャンルレスな作品として仕上がったとメンバーのRYOKIは語っている。「デビューからの1年を鮮明に思い出せる1枚になった。」とメンバーのSOTAは語っている。

## 収録曲

### CD
1. BF is... 
作詞：SOTA、SHUNTO、MANATO、RYUHEI、JUNON、RYOKI、LEO、SKY-HI、作曲：Ryosuke "Dr.R" Sakai、SOTA、SHUNTO、MANATO、RYUHEI、JUNON、RYOKI、LEO、SKY-HI
  - ダンス&ボーカルのボーイズグループとしては初の出演となったロック・フェスティバル『VIVA LA ROCK 2022』のパフォーマンス用として作られた楽曲。メンバーの自己紹介的な楽曲であり、メンバーも作詞に携わった[7]。
2. Gifted. [3:42]
作詞：SKY-HI、作曲：Ryosuke "Dr.R" Sakai・SKY-HI・Carlo Redl
3. Scream
作詞・作曲：Tiyon "TC" Mack、Tesung Kim、Maxx Song、SUNNY BOY、SKY-HI
  - 本作のリード曲。ハモりが異様に多い楽曲で、今までで1番レコーディングの時間が掛かったと語られている[7]。
4. Moment
作詞：LOAR、fofu、SKY-HI 作曲：UTA、SKY-HI
5. Be Free [3:26]
作詞：sty・SKY-HI、作曲：Chaki Zulu・sty・SKY-HI
6. Softly
作詞：HIRO、SKY-HI 作曲：Mori Zentaro、HIRO
  - メンバーのMANATO、RYUHEI、JUNON、LEOの4人構成の楽曲。レコーディングはバラバラで行われた。作詞を務めたHIROがボーカルディレクションを行っている[9]。
7. Betrayal Game [3:45]
作詞：SKY-HI、作曲：eill・宮田“レフティ”リョウ・SKY-HI
8. Milli-Billi
作詞：SKY-HI 作曲：Kosuke Crane、SKY-HI
  - メンバー全員がラップをし、マイクリレーする楽曲。メンバーのMANATOの提案を元に完成した[9]。
9. Spin!
作詞：SOTA、SHUNTO、RYOKI、SKY-HI 作曲：SOURCEKEY
  - メンバーのRYOKI、SOTA、SHUNTOの3人構成の楽曲。6曲目の「Softly」を含め、ユニット構成やチーム分けはSKY-HIによる提案の元、制作が進められた[9]。
10. Move On [3:14]
作詞：SKY-HI、作曲：SUNNY BOY・SKY-HI
11. Brave Generation [2:45]
作詞：Novel Core・SKY-HI、作曲：Novel Core・SKY-HI・KM
12. Grateful Pain
作詞：SOTA、SHUNTO、MANATO、RYUHEI、JUNON、RYOKI、LEO、SKY-HI 作曲：SOURCEKEY、SOTA、SHUNTO、MANATO、RYUHEI、JUNON、RYOKI、LEO
  - 『BE:FIRST TV』の中で「番組の中で1曲作りたい」とメンバーのSHUNTOが提案したことが発端となり制作された楽曲。制作風景が番組でも公開された[8]。
13. Shining One（Re-recorded）
14. Message
作詞・作曲：eill、Matt Cab、MATZ、SKY-HI
  - ラブソング[8]。
15. Bye-Good-Bye [3:04]
作詞：sty・SKY-HI、作曲：Chaki Zulu・SKY-HI
16. To The First [3:08]
作詞：SKY-HI、作曲：Ryosuke "Dr.R" Sakai・SKY-HI
  - CD初回生産限定盤のみ収録。

### DVD/Blu-ray

#### CD+DVD / CD+Blu-ray盤
1. Shining One -Music Video-
2. Gifted. -Music Video-
3. Bye-Good-Bye -Music Video-
4. Betrayal Game -Music Video-
5. Scream -Music Video-
6. Betrayal Game -Behind The Scenes-
7. Scream -Behind The Scenes-

#### CD+2DVD / CD+2Blu-ray盤
1. “Bye-Good-Bye” One-day One Man Show
2. Gifted. -Solo Chasing Cameras-
3. Bye-Good-Bye -Solo Chasing Cameras-
4. “Bye-Good-Bye” One-day One Man Show -Behind The Scenes-

#### BMSG MUSIC SHOP限定盤
DISC 1
1. “Bye-Good-Bye” One-day One Man Show
2. Shining One -Solo Chasing Cameras-
3. Gifted. -Solo Chasing Cameras-
4. Bye-Good-Bye -Solo Chasing Cameras-
5. “Bye-Good-Bye” One-day One Man Show -Behind The Scenes-

DISC 2
1. Shining One -Music Video-
2. Gifted. -Music Video-
3. Bye-Good-Bye -Music Video-
4. Betrayal Game -Music Video-
5. Scream -Music Video-
6. Betrayal Game -Behind The Scenes-
7. Scream -Behind The Scenes-